# Le Fresne-sur-Loire
Le Fresne-sur-Loire (bretonsko Runonn) je naselje in občina v francoskem departmaju Loire-Atlantique regije Loire. Leta 2012 je naselje imelo 977 prebivalcev.

## Geografija
Kraj leži v pokrajini Bretaniji na meji z Anjoujem, ob reki Loari, 35 km severovzhodno od Nantesa.

## Uprava
Občina Le Fresne-sur-Loire skupaj s sosednjimi občinami Anetz, Ancenis, Belligné, Bonnœuvre, La Chapelle-Saint-Sauveur, Couffé, Maumusson, Mésanger, Montrelais, Oudon, Pannecé, Le Pin, Pouillé-les-Côteaux, La Roche-Blanche, La Rouxière, Saint-Géréon, Saint-Herblon, Saint-Mars-la-Jaille, Saint-Sulpice-des-Landes, Varades in Vritz sestavlja kanton Ancenis s sedežem v Ancenisu; slednji je tudi sedež okrožja Ancenis.

## Zanimivosti
- ulica Rue de la Pierre-de-Bretagne, meja med Bretanjo in Anjoujem,
- dvorec Château de la Fresnaye iz 19. stoletja,
- cerkev Notre-Dame du Fresne iz 19. stoletja.